# Bastiaan Geleijnse
Bastiaan Geleijnse, né le 8 mars 1967, est un scénariste de bande dessinée et journaliste néerlandais.
Il est surtout connu pour avoir créé avec John Reid et Jean-Marc van Tol la série de comic strip humoristique Fokke & Sukke (en), publiée depuis 1994 dans le quotidien NRC Handelsblad, ainsi que d'autres publications néerlandaises et internationales.

## Récompense
- 2003 : Prix Stripschap, pour l'ensemble de son œuvre (avec John Reid et Jean-Marc van Tol)